# ジェリーとビッグフット
ジェリーとビッグフット（Sasquashed）は、2007年11月3日に発表されたトムとジェリーテイルズの作品である。

## ストーリー
キャンプに来ていたトムと飼い主は、「猛獣のビッグフットがキャンプ場付近へ出没したので、それを見つけた人には賞金を贈呈する」旨をラジオニュースで知り、トムは賞金を獲得すべくビッグフット捕獲に燃える。
やがてビッグフットが現れるが、実際は足が大きくても体は小さく性格はおとなしい。トムはそのビッグフットを見つけると証拠写真を撮影すると共に、録音機材も持参してその足音も収録。だがビッグフットはジェリーとタフィーに匿われてトムはなかなか捕まえられず、逆にジェリーらからの反撃を喰らってしまう。
ビッグフットを捕まえるために仕掛けた罠にはジェリーの策略によりトム自身が捕まり、タール沼にはまったうえハチにも襲われ、飼い主の元へ戻るとトム自身がビッグフットと間違えられて動物園へ護送。賞金はトムの飼い主が獲得し、トムは自身にまとわりつくハチ共々動物園のビッグフット展示場へ展示。本物のビッグフットは捕まらずに助かった。

## 登場キャラクター
トム
飼い主とキャンプ場へ来ていた。「ビッグフットを見つけた人には賞金を贈呈する」旨をラジオニュースで知ってその捕獲に燃え、やがて本物のビッグフットを発見。録音機材で足音を収録したり、カメラで証拠写真を撮るも、ジェリーとタフィーから反撃を喰らってなかなか捕まえられない。最後の手段として・エサとなる木の実を切り株に置き、捕獲用の罠を仕掛けて落ち葉で隠すも、ビッグフットの体が予想より小さかったのをあざ笑った時・知らぬ間にジェリーがビッグフット捕獲用罠のウインチを作動させたため、自身が罠に捕まってタール沼へ落ちたのちハチに襲われ、ビッグフットと間違えられて動物園へ強制連行される羽目になった。
ジェリー
テントを張ってタフィーと一緒に寝ており、当初はビッグフットに成りすましたトムの奇声に怯えるも、やがてタフィーと意気投合してビッグフットを匿うと共に、オオカミに似た鳴き声を上げたり、ラッパをトムが持っていた録音機材のマイク前で吹いて・ヘッドホンから大音量で流したりしてトムをはぐらかす。最後はトムがビッグフット捕獲用罠の上に来たのを見計らってそのウインチを作動させ、トムを退治している。
タフィー
キャンプ場でテントを張ってジェリーと一緒に過ごし、やがてジェリーと意気投合してビッグフットを匿った。
ビッグフット
山奥に潜んでいる夜行性の獣。足は大きいが体は小さく、性格はおとなしい。トムに捕まりそうになるとジェリーとタフィーに助けを求め、ジェリーらに匿われつつトムの攻撃から必死に逃れる。最後はエサとなる木の実を見つけ・自身も匿ってくれたジェリーとタフィーに感謝。最終的にネコのトムがビッグフットと間違われて動物園へ連れて行かれたため、自身は捕まらずに助かった。
トムの飼い主の女性
トムを連れてキャンプ場へ来ており、「ビッグフットが付近に出没した」旨をラジオニュースで知るも「信じられない」と受け流す。やがてトムを捜し、最後はタールまみれになりハチにも襲われたトムをビッグフットと見間違え、その捕獲賞金を自身が獲得。「新しい猫がこの賞金で買えるからいいだろう」と開き直った。
クマ
穴の中で夜寝ているところをトムに起こされたことに怒り、トムを蹴飛ばして追い出した。
ハエ
トムの人差し指にとまって唾液を舐めた。
ミミズ
トムが鼻で地面に残されたビッグフットのにおいを嗅いでいた時、鼻の中に入った。
トムに群がる虫たち（テントウムシ・イモムシ・ケムシなど）
ジェリーが発したオオカミに似た鳴き声を追いかけてトムが木のトンネルを潜った時、体に貼り付いた。
トムを襲うハチたち
罠に捕まってタールまみれになり巣を襲ったトムをメッタ刺しし、動物園のビッグフット展示場へ連れて行かれても執拗に攻撃した。